# Leander Paes
Leander Adrian Paes (hindi लिएंडर पेस; ur. 17 czerwca 1973 w Kolkacie) – hinduski tenisista, zwycięzca turniejów wielkoszlemowych w grze podwójnej i mieszanej, lider rankingu deblowego, brązowy medalista igrzysk olimpijskich z Atlanty (1996), reprezentant w Pucharze Davisa.
W 2005 roku, w sekretnej ceremonii, poślubił modelkę Rheę Pillai, byłą żonę aktora Sanjaya Dutta. Ich córka Aiyana urodziła się 3 kwietnia 2006 roku.

## Kariera tenisowa
Leander Paes był na przełomie lat 80. i 90. czołowym juniorem świata – w 1990 roku osiągnął pozycję lidera rankingu juniorskiego (sezon 1990 zakończył na pozycji wicelidera) oraz zwyciężył w juniorskim Wimbledonie. W 1991 roku rozpoczął karierę zawodową. W grze pojedynczej wygrał jeden singlowy turniej cyklu ATP World Tour, w Newport na kortach trawiastych z 1998 roku, gdzie w finale pokonał Nevilla Godwina. Dwa lata wcześniej stanął na olimpijskim podium, sięgając po brąz w Atlancie. W drodze po medal pokonał m.in. Richeya Reneberga i Thomasa Enqvista, uległ w półfinale późniejszemu mistrzowi olimpijskiemu Andre Agassiemu, by w meczu o brązowy medal pokonać Fernando Meligeniego w trzech setach. Medal Paesa był pierwszym olimpijskim trofeum dla Indii od 1980 roku, a w sporcie indywidualnym – pierwszym od 1952 (od sukcesu zapaśnika Khashaba Jadhava). Najwyższą pozycję w rankingu gry pojedynczej Paes osiągnął krótko po sukcesie w Newport, w sierpniu 1998 roku, a był wówczas na 73. miejscu.
W grze podwójnej pierwszy turniej Hindus wygrał w 1997 roku, w Ćennaju. Tworzył wówczas parę z rodakiem Maheshem Bhupathim. W sumie Paes wygrał 55 turniejów rangi ATP World Tour w deblu. Do jego największych deblowych osiągnięć zalicza się zwycięstwo w ośmiu wielkoszlemowych turniejach – trzykrotnie triumfował w Rolandzie Garrosie (lata 1999, 2001 i 2009), raz w Wimbledonie (1999) i Australian Open (2012) oraz trzykrotnie w US Open (2006, 2009, 2013). Ponadto Paes 43-krotnie dochodził do finałów zawodów ATP World Tour w grze podwójnej, w tym trzykrotnie do finału Australian Open (lata 1999, 2006, 2011), raz Rolanda Garrosa (2010) i czterokrotnie US Open (1999, 2004, 2008, 2012). Dodatkowo Hindus cztery razy awansował do finału turnieju ATP World Tour Finals, w którym gra osiem najlepszych par deblowych z całego sezonu (lata 1997, 1999, 2000, 2005). Najwyżej sklasyfikowany w zestawieniu deblistów był na 1. pozycji w czerwcu 1999 roku. Wygrywając wielkoszlemowy Australian Open z 2012 roku, Paes skompletował karierowego Wielkiego Szlema w tej konkurencji.
Paes występował również w grze mieszanej. Wygrał dziesięć turniejów wielkoszlemowych: Australian Open z 2003, 2010 i 2015 roku, French Open z 2016 roku, Wimbledon z lat 1999, 2003, 2010 i 2015 oraz US Open z 2008 i 2015 roku. Ponadto grał w ośmiu mikstowych finałach.
Od 1990 Paes regularnie reprezentował Indie w Pucharze Davisa, zarówno w grze pojedynczej, jak i podwójnej. Wygrał 93 pojedynki, przegrał 35. Miał swój znaczący udział w awansie reprezentacji Indii do półfinału grupy światowej w 1993 roku (w meczu ćwierćfinałowym z Francją odniósł dwa cenne zwycięstwa singlowe – nad Henrim Lecontem i Arnaudem Boetschem). Jest rekordzistą reprezentacji pod względem liczby zwycięstw ogółem (93) i liczby zwycięstw deblowych (45). W listopadzie 2003 roku otrzymał funkcję grającego kapitana reprezentacji daviscupowej.
Za swoje osiągnięcia sportowe, w roku 1990 został laureatem nagrody Arjuna Award, a w 2001 został uhonorowany wysokim odznaczeniem państwowym – Orderem Padma Shri.
W 2024 roku został uhonorowany miejscem w Międzynarodowej Tenisowej Galerii Sławy.

### Finały w turniejach ATP World Tour
| Legenda                                      |
| -------------------------------------------- |
| Wielki Szlem                                 |
| Igrzyska olimpijskie                         |
| Tennis Masters Cup / ATP Finals              |
| ATP Masters Series / ATP Tour Masters 1000   |
| ATP International Series Gold / ATP Tour 500 |
| ATP International Series / ATP Tour 250      |

#### Gra pojedyncza (1–0)
| Końcowy wynik | Nr | Data          | Turniej | Nawierzchnia | Przeciwnik     | Wynik finału |
| ------------- | -- | ------------- | ------- | ------------ | -------------- | ------------ |
| Zwycięzca     | 1. | 12 lipca 1998 | Newport | Trawiasta    | Neville Godwin | 6:3, 6:2     |

#### Gra podwójna (55–43)
| Końcowy wynik | Nr  | Data                 | Turniej                    | Nawierzchnia    | Partner          | Przeciwnicy                           | Wynik finału                |
| ------------- | --- | -------------------- | -------------------------- | --------------- | ---------------- | ------------------------------------- | --------------------------- |
| Finalista     | 1.  | 20 sierpnia 1995     | New Haven                  | Twarda          | Nicolás Pereira  | Rick Leach Scott Melville             | 6:7, 4:6                    |
| Zwycięzca     | 1.  | 13 kwietnia 1997     | Ćennaj                     | Twarda          | Mahesh Bhupathi  | Oleg Ogorodov Ejal Ran                | 7:6, 7:5                    |
| Zwycięzca     | 2.  | 3 maja 1997          | Praga                      | Ceglana         | Mahesh Bhupathi  | Petr Luxa David Škoch                 | 6:1, 6:1                    |
| Zwycięzca     | 3.  | 3 sierpnia 1997      | Montreal                   | Twarda          | Mahesh Bhupathi  | Sébastien Lareau Alex O’Brien         | 7:6, 6:3                    |
| Zwycięzca     | 4.  | 17 sierpnia 1997     | New Haven                  | Twarda          | Mahesh Bhupathi  | Sébastien Lareau Alex O’Brien         | 6:4, 6:7, 6:2               |
| Zwycięzca     | 5.  | 5 października 1997  | Pekin                      | Twarda (hala)   | Mahesh Bhupathi  | Alex O’Brien Jim Courier              | 7:5, 7:6                    |
| Zwycięzca     | 6.  | 12 października 1997 | Singapur                   | Dywanowa (hala) | Mahesh Bhupathi  | Rick Leach Jonathan Stark             | 6:4, 6:4                    |
| Finalista     | 2.  | 23 listopada 1997    | Hartford                   | Dywanowa (hala) | Mahesh Bhupathi  | Rick Leach Jonathan Stark             | 3:6, 4:6, 6:7               |
| Zwycięzca     | 7.  | 11 stycznia 1998     | Doha                       | Twarda          | Mahesh Bhupathi  | Olivier Delaître Fabrice Santoro      | 6:4, 3:6, 6:4               |
| Zwycięzca     | 8.  | 15 lutego 1998       | Dubaj                      | Twarda          | Mahesh Bhupathi  | Donald Johnson Francisco Montana      | 6:2, 7:5                    |
| Zwycięzca     | 9.  | 12 kwietnia 1998     | Ćennaj                     | Twarda          | Mahesh Bhupathi  | Olivier Delaître Maks Mirny           | 6:7, 6:3, 6:2               |
| Zwycięzca     | 10. | 17 maja 1998         | Rzym                       | Ceglana         | Mahesh Bhupathi  | Ellis Ferreira Rick Leach             | 6:4, 4:6, 7:6               |
| Zwycięzca     | 11. | 11 października 1998 | Szanghaj                   | Dywanowa (hala) | Mahesh Bhupathi  | Todd Woodbridge Mark Woodforde        | 6:4, 6:7, 7:6               |
| Finalista     | 3.  | 18 października 1998 | Singapur                   | Dywanowa (hala) | Mahesh Bhupathi  | Todd Woodbridge Mark Woodforde        | 2:6, 3:6                    |
| Finalista     | 4.  | 1 listopada 1998     | Stuttgart                  | Twarda (hala)   | Mahesh Bhupathi  | Sébastien Lareau Alex O’Brien         | 3:6, 6:3, 5:7               |
| Zwycięzca     | 12. | 8 listopada 1998     | Paryż                      | Dywanowa (hala) | Mahesh Bhupathi  | Jacco Eltingh Paul Haarhuis           | 6:4, 6:2                    |
| Finalista     | 5.  | 30 stycznia 1999     | Australian Open, Melbourne | Twarda          | Mahesh Bhupathi  | Jonas Björkman Patrick Rafter         | 3:6, 6:4, 4:6, 7:6(10), 4:6 |
| Zwycięzca     | 13. | 11 kwietnia 1999     | Ćennaj                     | Twarda          | Mahesh Bhupathi  | Wayne Black Neville Godwin            | 4:6, 7:5, 6:4               |
| Zwycięzca     | 14. | 5 czerwca 1999       | French Open, Paryż         | Ceglana         | Mahesh Bhupathi  | Goran Ivanišević Jeff Tarango         | 6:2, 7:5                    |
| Zwycięzca     | 15. | 20 czerwca 1999      | ’s-Hertogenbosch           | Trawiasta       | Jan Siemerink    | Ellis Ferreira David Rikl             | Nie rozegrano               |
| Zwycięzca     | 16. | 3 lipca 1999         | Wimbledon, Londyn          | Trawiasta       | Mahesh Bhupathi  | Paul Haarhuis Jared Palmer            | 6:7(10), 6:3, 6:4, 7:6(4)   |
| Zwycięzca     | 17. | 11 lipca 1999        | Newport                    | Trawiasta       | Wayne Arthurs    | Sarkis Sarksjan Chris Woodruff        | 6:7, 7:6, 6:3               |
| Finalista     | 6.  | 22 sierpnia 1999     | Indianapolis               | Twarda          | Olivier Delaître | Paul Haarhuis Jared Palmer            | 3:6, 4:6                    |
| Finalista     | 7.  | 11 września 1999     | US Open, Nowy Jork         | Twarda          | Mahesh Bhupathi  | Sébastien Lareau Alex O’Brien         | 6:7(7), 4:6                 |
| Finalista     | 8.  | 21 listopada 1999    | Hartford                   | Dywanowa (hala) | Mahesh Bhupathi  | Sébastien Lareau Alex O’Brien         | 3:6, 2:6, 2:6               |
| Zwycięzca     | 18. | 7 maja 2000          | Orlando                    | Ceglana         | Jan Siemerink    | Justin Gimelstob Sébastien Lareau     | 6:3, 6:4                    |
| Zwycięzca     | 19. | 15 października 2000 | Tokio                      | Twarda          | Mahesh Bhupathi  | Michael Hill Jeff Tarango             | 6:4, 6:7(1), 6:3            |
| Finalista     | 9.  | 17 listopada 2000    | Bangalore                  | Twarda          | Mahesh Bhupathi  | Donald Johnson Piet Norval            | 6:7(8), 3:6, 4:6            |
| Zwycięzca     | 20. | 29 kwietnia 2001     | Atlanta                    | Ceglana         | Mahesh Bhupathi  | Rick Leach David Macpherson           | 6:3, 7:6(7)                 |
| Zwycięzca     | 21. | 6 maja 2001          | Houston                    | Ceglana         | Mahesh Bhupathi  | Kevin Kim Jim Thomas                  | 7:6(4), 6:2                 |
| Zwycięzca     | 22. | 9 czerwca 2001       | French Open, Paryż         | Ceglana         | Mahesh Bhupathi  | Petr Pála Pavel Vízner                | 7:6(5), 6:3                 |
| Zwycięzca     | 23. | 12 sierpnia 2001     | Cincinnati                 | Twarda          | Mahesh Bhupathi  | Martin Damm David Prinosil            | 7:6(3), 6:3                 |
| Finalista     | 10. | 28 października 2001 | Bazylea                    | Dywanowa (hala) | Mahesh Bhupathi  | Ellis Ferreira Rick Leach             | 6:7(3), 4:6                 |
| Finalista     | 11. | 4 listopada 2001     | Paryż                      | Dywanowa (hala) | Mahesh Bhupathi  | Ellis Ferreira Rick Leach             | 6:3, 4:6, 3:6               |
| Zwycięzca     | 24. | 6 stycznia 2002      | Ćennaj                     | Twarda          | Mahesh Bhupathi  | Tomáš Cibulec Ota Fukarek             | 5:7, 6:2, 7:5               |
| Zwycięzca     | 25. | 5 maja 2002          | Majorka                    | Ceglana         | Mahesh Bhupathi  | Julian Knowle Michael Kohlmann        | 6:2, 6:4                    |
| Zwycięzca     | 26. | 2 marca 2003         | Dubaj                      | Twarda          | David Rikl       | Wayne Black Kevin Ullyett             | 6:3, 6:0                    |
| Zwycięzca     | 27. | 9 marca 2003         | Delray Beach               | Twarda          | Nenad Zimonjić   | Raemon Sluiter Martin Verkerk         | 7:5, 3:6, 7:5               |
| Finalista     | 12. | 30 marca 2003        | Miami                      | Twarda          | David Rikl       | Roger Federer Maks Mirny              | 5:7, 3:6                    |
| Finalista     | 13. | 22 czerwca 2003      | ’s-Hertogenbosch           | Trawiasta       | Donald Johnson   | Martin Damm Cyril Suk                 | 5:7, 6:7(4)                 |
| Zwycięzca     | 28. | 13 lipca 2003        | Gstaad                     | Ceglana         | David Rikl       | František Čermák Leoš Friedl          | 6:3, 6:3                    |
| Finalista     | 14. | 7 marca 2004         | Dubaj                      | Twarda          | Jonas Björkman   | Mahesh Bhupathi Fabrice Santoro       | 2:6, 6:4, 4:6               |
| Zwycięzca     | 29. | 13 czerwca 2004      | Halle                      | Trawiasta       | David Rikl       | Tomáš Cibulec Petr Pála               | 6:2, 7:5                    |
| Zwycięzca     | 30. | 11 lipca 2004        | Gstaad                     | Ceglana         | David Rikl       | Marc Rosset Stan Wawrinka             | 6:4, 6:2                    |
| Zwycięzca     | 31. | 1 sierpnia 2004      | Toronto                    | Twarda          | Mahesh Bhupathi  | Jonas Björkman Maks Mirny             | 6:4, 6:2                    |
| Finalista     | 15. | 12 września 2004     | US Open, Nowy Jork         | Twarda          | David Rikl       | Mark Knowles Daniel Nestor            | 3:6, 3:6                    |
| Zwycięzca     | 32. | 19 września 2004     | Delray Beach               | Twarda          | Radek Štěpánek   | Gastón Etlis Martín Rodríguez         | 6:0, 6:3                    |
| Zwycięzca     | 33. | 17 kwietnia 2005     | Monte Carlo                | Ceglana         | Nenad Zimonjić   | Bob Bryan Mike Bryan                  | walkower                    |
| Zwycięzca     | 34. | 24 kwietnia 2005     | Barcelona                  | Ceglana         | Nenad Zimonjić   | Feliciano López Rafael Nadal          | 6:3, 6:3                    |
| Zwycięzca     | 35. | 2 października 2005  | Bangkok                    | Twarda (hala)   | Paul Hanley      | Jonatan Erlich Andy Ram               | 5:6(5), 6:1, 6:2            |
| Finalista     | 16. | 16 października 2005 | Sztokholm                  | Twarda (hala)   | Nenad Zimonjić   | Wayne Arthurs Paul Hanley             | 3:5, 3:5                    |
| Finalista     | 17. | 23 października 2005 | Madryt                     | Twarda (hala)   | Nenad Zimonjić   | Mark Knowles Daniel Nestor            | 6:3, 3:6, 2:6               |
| Finalista     | 18. | 20 listopada 2005    | Szanghaj                   | Dywanowa (hala) | Nenad Zimonjić   | Michaël Llodra Fabrice Santoro        | 7:6(6), 3:6, 6:7(4)         |
| Finalista     | 19. | 29 stycznia 2006     | Australian Open, Melbourne | Twarda          | Martin Damm      | Bob Bryan Mike Bryan                  | 6:4, 3:6, 4:6               |
| Zwycięzca     | 36. | 24 czerwca 2006      | ’s-Hertogenbosch           | Trawiasta       | Martin Damm      | Arnaud Clément Chris Haggard          | 6:1, 7:6(3)                 |
| Zwycięzca     | 37. | 10 września 2006     | US Open, Nowy Jork         | Twarda          | Martin Damm      | Jonas Björkman Maks Mirny             | 6:7(5), 6:4, 6:3            |
| Finalista     | 20. | 6 stycznia 2007      | Doha                       | Twarda          | Martin Damm      | Michaił Jużny Nenad Zimonjić          | 1:6, 6:7(3)                 |
| Zwycięzca     | 38. | 25 lutego 2007       | Rotterdam                  | Twarda (hala)   | Martin Damm      | Andrei Pavel Alexander Waske          | 6:3, 6:7(5), 10–7           |
| Zwycięzca     | 39. | 18 marca 2007        | Indian Wells               | Twarda          | Martin Damm      | Jonatan Erlich Andy Ram               | 6:4, 6:4                    |
| Finalista     | 21. | 1 kwietnia 2007      | Miami                      | Twarda          | Martin Damm      | Bob Bryan Mike Bryan                  | 7:6(7), 3:6, 7–10           |
| Finalista     | 22. | 23 czerwca 2007      | ’s-Hertogenbosch           | Trawiasta       | Martin Damm      | Jeff Coetzee Rogier Wassen            | 6:3, 6:7(5), 10–12          |
| Finalista     | 23. | 15 czerwca 2008      | Halle                      | Trawiasta       | Lukáš Dlouhý     | Michaił Jużny Mischa Zverev           | 6:3, 4:6, 3–10              |
| Finalista     | 24. | 21 czerwca 2008      | ’s-Hertogenbosch           | Trawiasta       | Mahesh Bhupathi  | Mario Ančić Jürgen Melzer             | 6:7(5), 3:6                 |
| Finalista     | 25. | 7 września 2008      | US Open, Nowy Jork         | Twarda          | Lukáš Dlouhý     | Bob Bryan Mike Bryan                  | 6:7(5), 6:7(10)             |
| Zwycięzca     | 40. | 28 września 2008     | Bangkok                    | Twarda (hala)   | Lukáš Dlouhý     | Scott Lipsky David Martin             | 6:4, 7:6(4)                 |
| Finalista     | 26. | 5 października 2008  | Tokio                      | Twarda          | Lukáš Dlouhý     | Michaił Jużny Mischa Zverev           | 3:6, 4:6                    |
| Finalista     | 27. | 17 stycznia 2009     | Auckland                   | Twarda          | Scott Lipsky     | Martin Damm Robert Lindstedt          | 5:7, 4:6                    |
| Finalista     | 28. | 15 lutego 2009       | Rotterdam                  | Twarda (hala)   | Lukáš Dlouhý     | Daniel Nestor Nenad Zimonjić          | 2:6, 5:7                    |
| Zwycięzca     | 41. | 7 czerwca 2009       | French Open, Paryż         | Ceglana         | Lukáš Dlouhý     | Wesley Moodie Dick Norman             | 3:6, 6:3, 6:2               |
| Zwycięzca     | 42. | 13 września 2009     | US Open, Nowy Jork         | Twarda          | Lukáš Dlouhý     | Mahesh Bhupathi Mark Knowles          | 3:6, 6:3, 6:2               |
| Finalista     | 29. | 10 stycznia 2010     | Brisbane                   | Twarda          | Lukáš Dlouhý     | Jérémy Chardy Marc Gicquel            | 3:6, 6:7(5)                 |
| Finalista     | 30. | 27 lutego 2010       | Dubaj                      | Twarda          | Lukáš Dlouhý     | Simon Aspelin Paul Hanley             | 2:6, 3:6                    |
| Zwycięzca     | 43. | 4 kwietnia 2010      | Miami                      | Twarda          | Lukáš Dlouhý     | Mahesh Bhupathi Maks Mirny            | 6:2, 7:5                    |
| Finalista     | 31. | 6 czerwca 2010       | French Open, Paryż         | Ceglana         | Lukáš Dlouhý     | Daniel Nestor Nenad Zimonjić          | 5:7, 2:6                    |
| Finalista     | 32. | 19 czerwca 2010      | ’s-Hertogenbosch           | Trawiasta       | Lukáš Dlouhý     | Robert Lindstedt Horia Tecău          | 6:1, 5:7, 7–10              |
| Zwycięzca     | 44. | 17 października 2010 | Szanghaj                   | Twarda          | Jürgen Melzer    | Mariusz Fyrstenberg Marcin Matkowski  | 7:5, 4:6, 10–5              |
| Zwycięzca     | 45. | 9 stycznia 2011      | Ćennaj                     | Twarda          | Mahesh Bhupathi  | David Martin Robin Haase              | 6:2, 6:7(3), 10–7           |
| Finalista     | 33. | 30 stycznia 2011     | Australian Open, Melbourne | Twarda          | Mahesh Bhupathi  | Bob Bryan Mike Bryan                  | 3:6, 4:6                    |
| Zwycięzca     | 46. | 3 kwietnia 2011      | Miami                      | Twarda          | Mahesh Bhupathi  | Maks Mirny Daniel Nestor              | 6:7(5), 6:2, 10–5           |
| Finalista     | 34. | 13 czerwca 2011      | Londyn (Queen’s)           | Trawiasta       | Mahesh Bhupathi  | Bob Bryan Mike Bryan                  | 7:6(2), 6:7(4), 6–10        |
| Zwycięzca     | 47. | 21 sierpnia 2011     | Cincinnati                 | Twarda          | Mahesh Bhupathi  | Michaël Llodra Nenad Zimonjić         | 7:6(4), 7:6(2)              |
| Zwycięzca     | 48. | 8 stycznia 2012      | Ćennaj                     | Twarda          | Janko Tipsarević | Jonatan Erlich Andy Ram               | 6:4, 6:4                    |
| Zwycięzca     | 49. | 29 stycznia 2012     | Australian Open, Melbourne | Twarda          | Radek Štěpánek   | Bob Bryan Mike Bryan                  | 7:6(1), 6:2                 |
| Zwycięzca     | 50. | 1 kwietnia 2012      | Miami                      | Twarda          | Radek Štěpánek   | Maks Mirny Daniel Nestor              | 3:6, 6:1, 10–8              |
| Finalista     | 35. | 9 września 2012      | US Open, Nowy Jork         | Twarda          | Radek Štěpánek   | Bob Bryan Mike Bryan                  | 3:6, 4:6                    |
| Finalista     | 36. | 7 października 2012  | Tokio                      | Twarda          | Radek Štěpánek   | Alexander Peya Bruno Soares           | 3:6, 6:7(5)                 |
| Zwycięzca     | 51. | 14 października 2012 | Szanghaj                   | Twarda          | Radek Štěpánek   | Mahesh Bhupathi Rohan Bopanna         | 6:7(7), 6:3, 10–5           |
| Zwycięzca     | 52. | 24 sierpnia 2013     | Winston-Salem              | Twarda          | Daniel Nestor    | Treat Huey Dominic Inglot             | 7:6(10), 7:5                |
| Zwycięzca     | 53. | 8 września 2013      | US Open, Nowy Jork         | Twarda          | Radek Štěpánek   | Alexander Peya Bruno Soares           | 6:1, 6:3                    |
| Finalista     | 37. | 3 sierpnia 2014      | Waszyngton                 | Twarda          | Sam Groth        | Jean-Julien Rojer Horia Tecău         | 5:7, 4:6                    |
| Zwycięzca     | 54. | 28 września 2014     | Kuala Lumpur               | Twarda (hala)   | Marcin Matkowski | Jamie Murray John Peers               | 3:6, 7:6(5), 10–5           |
| Finalista     | 38. | 11 stycznia 2015     | Ćennaj                     | Twarda          | Raven Klaasen    | Lu Yen-hsun Jonathan Marray           | 3:6, 6:7(4)                 |
| Zwycięzca     | 55. | 17 stycznia 2015     | Auckland                   | Twarda          | Raven Klaasen    | Dominic Inglot Florin Mergea          | 7:6(1), 6:4                 |
| Finalista     | 39. | 22 lutego 2015       | Delray Beach               | Twarda          | Raven Klaasen    | Bob Bryan Mike Bryan                  | 3:6, 6:3, 6–10              |
| Finalista     | 40. | 27 sierpnia 2016     | Winston-Salem              | Twarda          | Andre Begemann   | Guillermo García-López Henri Kontinen | 6:4, 6:7(6), 8–10           |
| Finalista     | 41. | 25 września 2016     | Petersburg                 | Twarda (hala)   | Andre Begemann   | Dominic Inglot Henri Kontinen         | 6:4, 3:6, 10–12             |
| Finalista     | 42. | 3 marca 2018         | Dubaj                      | Twarda          | James Cerretani  | Jean-Julien Rojer Horia Tecău         | 2:6, 6:7(2)                 |
| Finalista     | 43. | 24 sierpnia 2018     | Winston-Salem              | Twarda          | James Cerretani  | Jean-Julien Rojer Horia Tecău         | 4:6, 2:6                    |